# Georg Philipp Weiß

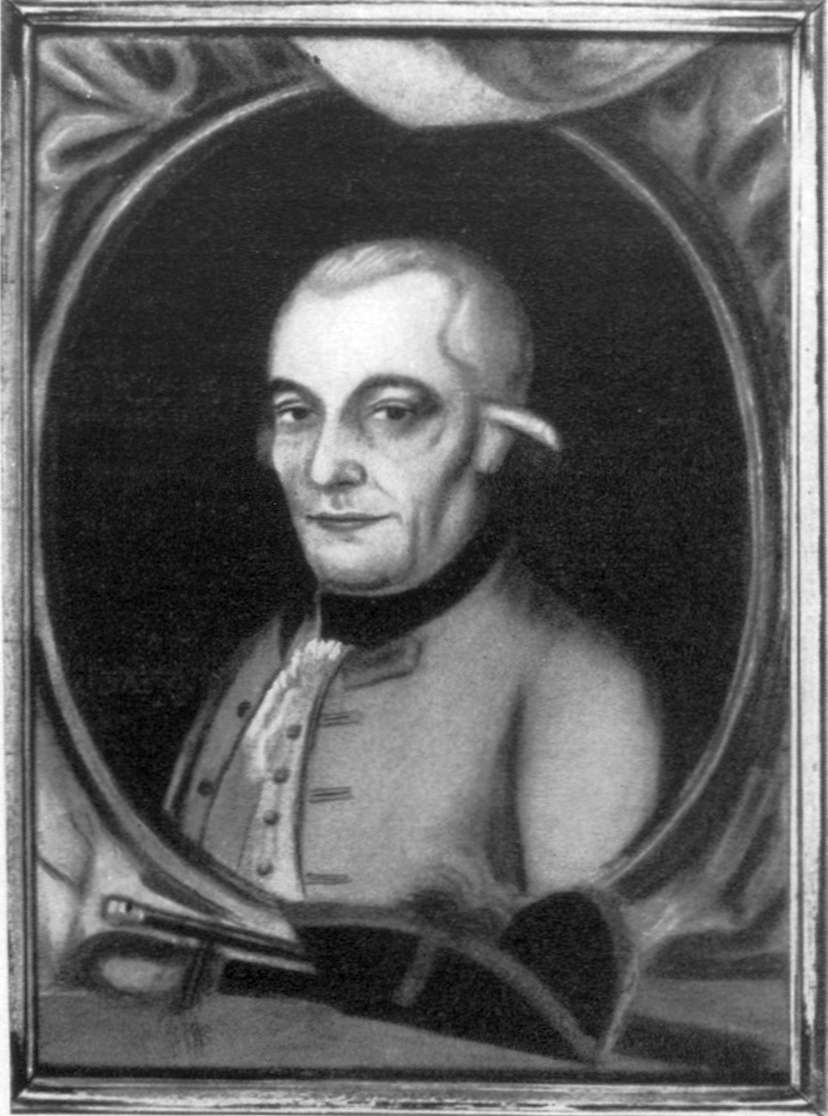
Georg Philipp Weiß.

Georg Philipp Weiß (* 5. Juni 1741 in Stuttgart; † 19. Februar 1822 ebenda) war ein deutscher Bäckermeister und Getreidehändler. Er erbaute auf der Feuerbacher Heide in Stuttgart seinen Gutshof „Weißenhof“, nach dem die berühmte Weißenhofsiedlung benannt wurde, und schrieb sich in die Stadtgeschichte ein, als er nach einer Hungersnot 1816 im Sommer 1817 den ersten Erntewagen von seinem Gutshof für die Armen stiftete.

## Leben
Hinweis: Hauptquelle, wenn nicht anders angegeben: #Weiß 1825.

### Kindheit
Georg Philipp Weiß wurde am 5. Juni 1741 in Stuttgart als einer der drei Söhne des Bäckermeisters Sebastian Weiß, eines Sohns des Schultheißen Weiß in Tamm, und Eva Weiß geb. Heinrich geboren. Seine beiden Brüder waren Sebastian und Friedrich Weiß. Als Weiß 4 Jahre alt war, reiste sein Vater nach Wien, um vor Gericht Forderungen aus Mehl- und Proviantlieferungen einzutreiben. Der Vater blieb 13 Jahre lang von 1745 bis 1758 in Wien und musste sich am Ende mit einem Vergleich zufriedengeben, bei dem er und sein Teilhaber 23.000 Gulden einbüßten. Während der Abwesenheit des Vaters musste die Mutter für ihren und den Lebensunterhalt ihrer drei Söhne sorgen. Dazu unterhielt sie einen Garten, dessen Erträge sie und ihre Söhne auf dem Markt verkauften.
Ab 1748 erhielt Weiß Elementarunterricht an einer deutschen Schule und Lateinunterricht, bevor er 1750 auf das Gymnasium wechselte. Nachdem er 1754 die unteren Klassen abgeschlossen hatte, sollte er auf Wunsch seiner Mutter auch die oberen Klassen des Gymnasiums absolvieren. Er jedoch wollte lieber den Beruf seines Vaters erlernen. Seine Mutter beschloss daher, die Bäckerei der Familie wieder zu reaktivieren. Der 13-jährige Weiß erlernte nun unter Anleitung seiner Mutter, eines Bäckermeisters und der angestellten Bäckerknechte sein Handwerk und schloss seine Lehre 1757 ab.

### Siebenjähriger Krieg
Nach dem Ausbruch des Siebenjährigen Kriegs 1756 befürchtete Weiß, dass er zum Militärdienst gezwungen werden könnte. Da er erfahren hatte, dass sein Vater 1757 bei der kaiserlichen Armee in Linz als Proviantoffizier angestellt war, reiste er am 1. Mai 1758 ab zu seinem Vater. Er wurde bei der österreichischen Armee als Bäckereigehilfe angestellt und 1760 zum Oberbäcker und kurz darauf zum Bäckermeister befördert. In diesen Funktionen war er auch mit Beschaffung, Transport, Buchhaltung und Magazinierung von Verpflegungsgütern befasst.
1761 wurde ihm auf sein Verlangen der Abschied von der kaiserlichen Armee gewährt. Unglücklicherweise wurde er auf seiner Reise in die Heimat von den Preußen gefangengesetzt und musste diesen bis zum Ende des Krieges 1763 als Proviantoffizier Dienst leisten. Danach trat er die Rückreise nach Stuttgart an, wo er im Oktober 1763 anlangte.

### Stuttgart
1766 wurde Weiß zum (zivilen) Bäckermeister ernannt. Am 5. Mai 1767 heiratete er Johanna Helfferich und zog mit ihr in ein Haus in der Becherstraße (heute Marktstraße), das er käuflich erworben hatte und in dem er seine Bäckerei einrichtete. Nachdem Herzog Carl Eugen 1764 seine Residenz von Stuttgart nach Ludwigsburg verlegt hatte,
war „die erste Residenzstadt zu einer Landstadt herabgesunken. Jetzt blieb uns nichts übrig, als das Handwerk aufs fleißigste zu betreiben, und, wer eine Hütte hatte, in derselben fleißig zu arbeiten, daneben wurde Fruchthandel, Feldbau, Essigmachen, Branntweinbrennen, Hausbrodbacken aufs emsigste betrieben, und besonders mußte man sich, eine gute Kundschaft zu erhalten, Tag und Nacht befleißen. … Mit unsäglichem Fleiß und gutem Haushalten, sind wir durch Gottes Segen und Beistand von einem geringen Anfang aus, von Jahr zu Jahr weiter gekommen.“
| - Weiß’ Haus an der Torstraße. | - Weißenhof, 1887. | - Feierlicher Empfang des ersten Erntewagens auf dem Alten Schlossplatz 1817. |

1776 kehrte der Herzog nach 13-jähriger Abwesenheit nach Stuttgart zurück. Handel und Gewerbe nahmen einen ungeahnten Aufschwung. Weiß übernahm die Komissbrotversorgung des Militärs, die er über 36 Jahre größtenteils als Alleinlieferant durchführte.  1779 bis in die 1790er Jahre baute er seinen 51 Hektar großen Gutshof „Weißenhof“ auf der Feuerbacher Heide auf (1944 zerstört), der ihm den Namen Weißenhofbäck eintrug. Auf Grund zunehmender Umsätze in der Bäckerei und der wachsenden Kinderzahl der Familie wurde das Haus in der Becherstraße im Lauf der Jahre zu eng. 1782 erwarb Weiß ein am Nesenbach liegendes Grundstück an der Torstraße, auf dem er bis 1784 ein Haus mit Bäckerei und Wohnung erbaute.
In den Mangeljahren 1771 und 1788 trug er durch bedeutende Getreideeinfuhren zur Linderung der Versorgungskrise bei. „Er bemühte sich mit bemerkenswertem Erfolg, die sozial Schwachen in der Stadt mit preiswertem Mehl und Brot zu versorgen.“ 1784 und 1785 stellte er sich in den Dienst des kaiserlichen Heers zur Einrichtung und Verwaltung von Bäckereien und Verpflegungsmagazinen in Heilbronn. Von 1793 bis 1796 übernahm er die Verpflegungsgeschäfte für die Kreistruppen und die Lazarette des Schwäbischen Kreises. Neben diesen einträglichen Geschäften und den laufenden Komissbrotlieferungen betrieb er seine eigene Bäckerei, wobei er von seiner Frau tatkräftig unterstützt wurde, bis sie 1806 im Alter von 57 Jahren verstarb. 1817 machte sich Weiß um seine Vaterstadt verdient, als er nach einem Hungerjahr seinen ersten Erntewagen den Armen der Stadt stiftete:
„Im Jahr 1816 war infolge von Regengüssen, Gewittern und Hagel eine völlige Mißernte im Lande zu verzeichnen, so daß eine Teuerung aller Lebensmittel und eine Hungersnot eintrat. Als im Jahr 1817 die Ernte günstiger wurde, brachte Georg Philipp Weiß am 28. Juli von seinem Hofgut Weißenhof den ersten Erntewagen in die Stadt. Der festlich geschmückte Garbenwagen wurde mit Musik und Gesang unter dem Geläute aller Kirchenglocken nach der Stiftskirche gefahren und auf dem Alten Schloßplatz, dem heutigen Schillerplatz, aufgestellt, wo der Stadtrat und die Geistlichkeit in Anwesenheit von 2000 Schulkindern den Wagen in Empfang nahmen. Bäckermeister Georg Philipp Weiß, der große Menschenfreund, schenkte das Getreide den Armen der Stadt.“
Von dem „seltenen Wohlstand“. der Familie Weiß zeugten das große Wohn- und Geschäftshaus in der Stadt, der weitläufige Weißenhof und ein stattliches Vermögen. Aus der Einleitung zur Satzung seiner Familienstiftung geht hervor, dass sich Weiß’ Erbe in 9 Teile zu je 35.000 Gulden aufteilte, zusammen 315.000 Gulden, das entspricht etwa 6,5 Millionen Euro.

### Lebensabend
Die Lebenserinnerungen von Georg Philip Weiß enden mit einem Zusatz von unbekannter Hand, in dem es heißt: „Die Profession, der Fruchthandel und sonstige Spekulationen, erhielten den an Arbeitsamkeit und Nachdenken gewohnten Greis in ununterbrochener Geschäftigkeit bis in das Jahr 1811 und so lange – nach vielmaligen Aeußerungen von ihm selbst – bis seine Kräfte ihn allmählig verließen.“ Am 19. Februar 1822 verstarb Weiß im Alter von 81 Jahren in Stuttgart. Er wurde in dem Familiengrab auf dem Hoppenlaufriedhof bestattet, in dem seine Frau bereits 16 Jahre vor ihm beerdigt worden war.
1878 wurde auf dem Weißenhof eine Gastwirtschaft eingerichtet, die zu einem beliebten Ausflugsziel wurde. Der Weißenhof wurde Namensgeber des heutigen Stadtteils Weißenhof in Stuttgart-Nord und der berühmten Weißenhofsiedlung, der wegweisenden Ausstellung moderner Architektur von 1927. Weiß hinterließ eine Kurzbiographie: „Leben und Ereignisse des Bürgers und Bäcker-Meisters Georg Philipp Weiss“, die von einem Dritten redigiert und 1825 herausgegeben wurde.

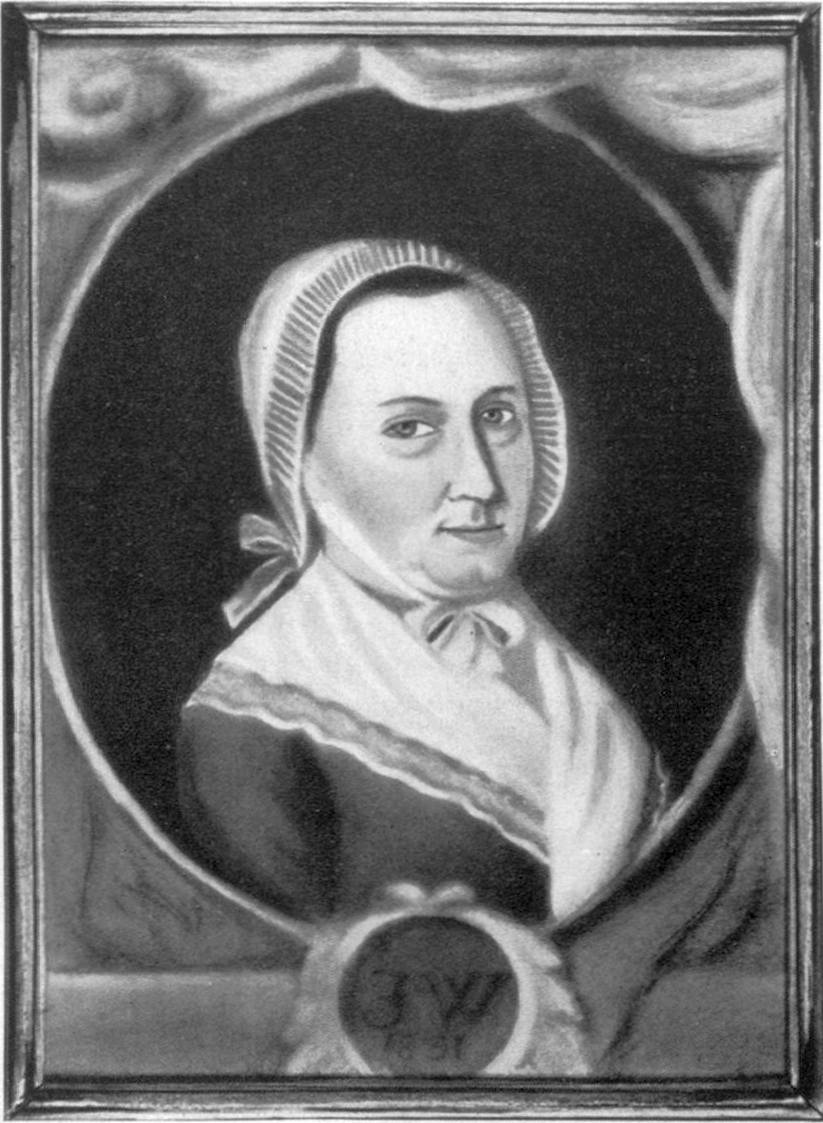
Johanna Helferich, Weiß’ Ehefrau.
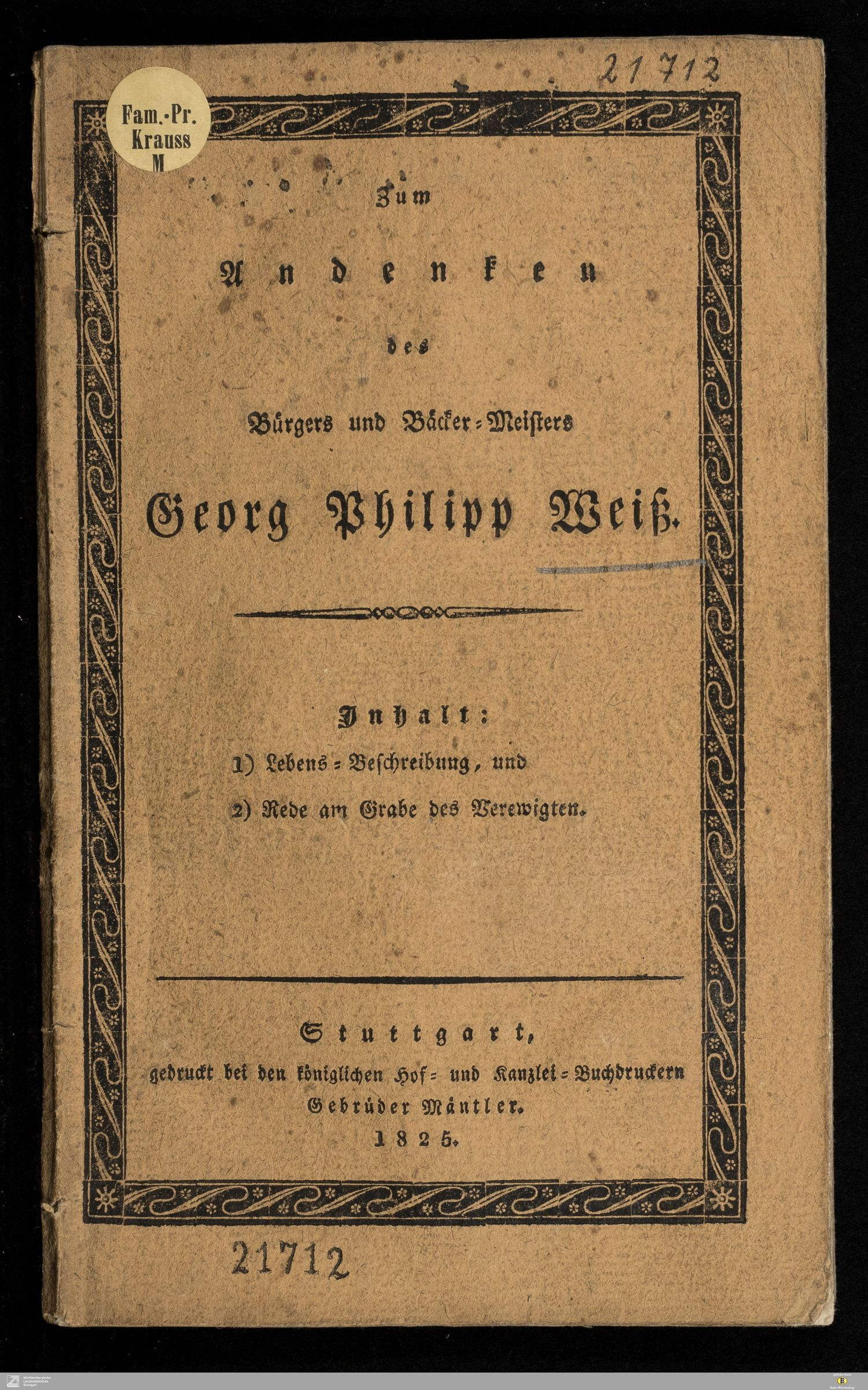
Lebenserinnerungen von Georg Philipp Weiß.
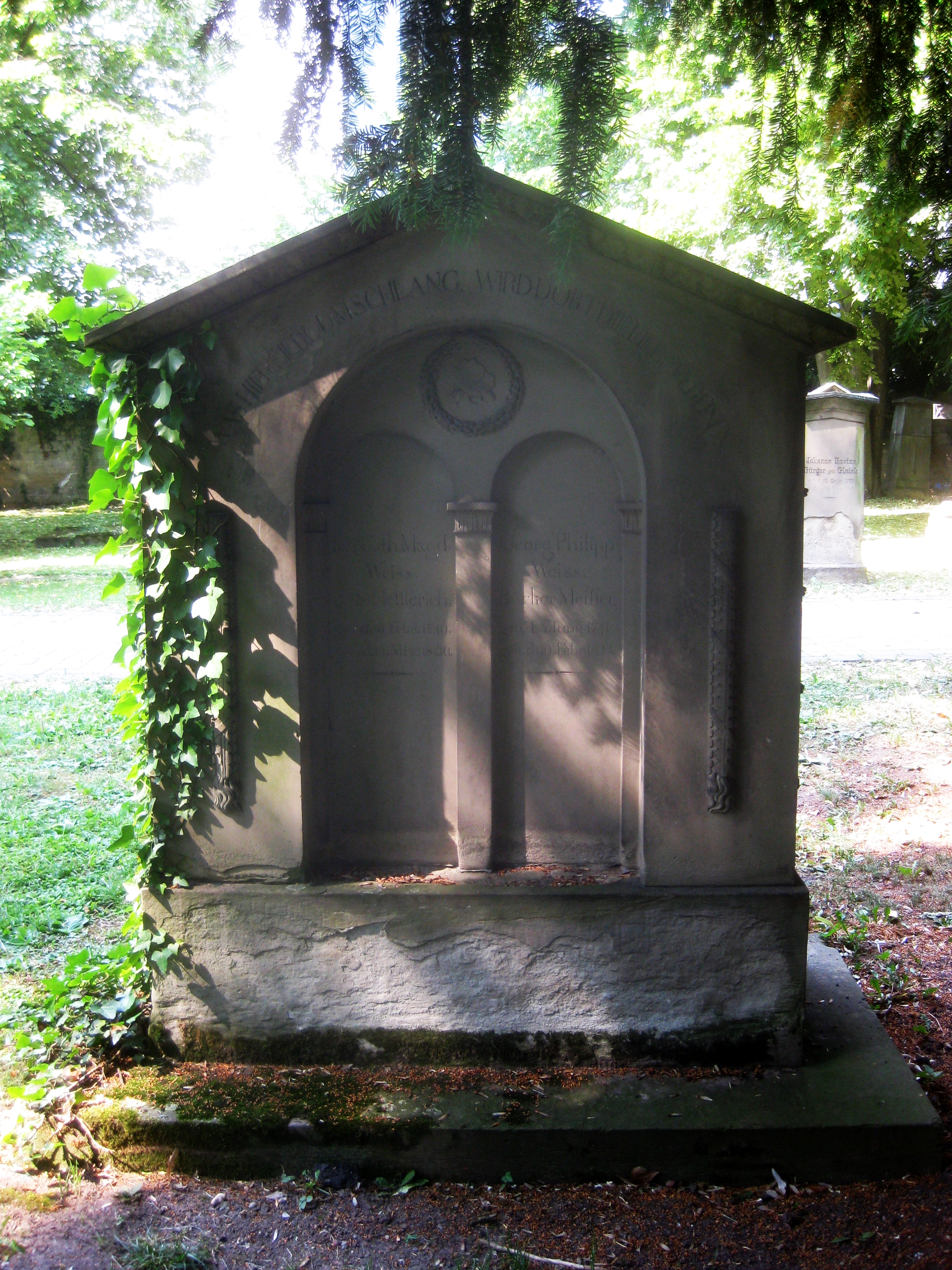
Grab von Georg Philipp Weiß und seiner Frau.

## Familie
Am 5. Mai 1767 schloss Georg Philipp Weiß die Ehe mit Johanna (Catharina Magdalena) Helfferich (1749–1806), einer Tochter des Stuttgarter Buchbindermeisters Paul Achatius Helfferich. Wegen der häufigen Reisen und vielfältigen Geschäfte ihres Ehegatten lag nicht nur die Last des Haushalts und der Kindererziehung, sondern auch die Führung der Bäckerei großenteils auf den Schultern der Ehefrau. In 24 Jahren, von 1768 bis 1791, schenkte sie 13 Kindern das Leben, von denen die meisten das Erwachsenenalter erreichten. Von 32 Enkeln starben 12 vor dem Tod ihres Großvaters.

## Stiftung
Als Weiß um 1811 bemerkte, dass ihn allmählich seine Kräfte verließen, richtete er zu seinem und zum Gedenken an seine 5 Jahre zuvor verstorbene Frau die Weiß-Helfferich’sche Stiftung ein, deren Satzung er von 1811 bis 2 Wochen vor seinem Tod noch mehrfach änderte. Das Stiftungskapital belief sich auf 77.000 Gulden, das entspricht etwa 1,6 Millionen Euro. Die Kapitalerträge sollten nach bestimmten Regeln jährlich unter Weiß’ Nachkommen verteilt werden.

### Allgemein
- Weiß-Helfferich’sche Stiftung in Stuttgart. In: Ferdinand Friedrich Faber: Die württembergischen Familien-Stiftungen : nebst genealogischen Nachrichten über die zu denselben berechtigten Familien, Heft 21, 1858, Nummer XCII, Seite 47–58, pdf.
- Weißenhof. In: Jörg Kurz: Nordgeschichte(n). Vom Wohnen und Leben der Menschen im Stuttgarter Norden. Stuttgart 2005, Seite 16–19.
- Der „Weißenhof“. In: Gustav Wais: Alt-Stuttgarts Bauten im Bild : 640 Bilder, darunter 2 farbige, mit stadtgeschichtlichen, baugeschichtlichen und kunstgeschichtlichen Erläuterungen. Stuttgart 1951, Nachdruck Frankfurt am Main 1977, Seite 586.
- Gustav Wais: Der „Weißenhof-Bäck“. In: Stuttgarter Leben, 1959, Heft 12, Seite 64–65, 86.
- Georg Philipp Weiß: Leben und Ereignisse des Bürgers und Bäcker-Meisters Georg Philipp Weiss : nach eigenen hinterlassenen Papieren. Enthält: Karl Friedrich Hofacker: Rede am Grabe des Vollendeten : geb. 5. Juni 1741, copulirt 5. Mai 1767, [gestorben] 19. Februar 1822. Stuttgart : Mäntler, 1825, pdf.